# 4=71
《4=71》為一本科幻小說，英文原著書名為《Time for the Stars》（過去版本譯作探星時代），是由硬科幻小說家羅伯特·海萊因於1956年出版的長篇小說；正體中文版由吳鴻、葉李華翻譯，2001年由台灣天下文化出版。
本書內容架構於1911年由保羅·朗之萬根據狹義相對論所提出的雙生子悖論。書中的雙生子其中一位進行星際旅行，雙生子透過心電感應方式進行溝通。

## 情節概述
長程基金會（Long Range Foundation, LRF）為一個非營利組織，提供資金給予有益於人類但昂貴且長期的計畫。基金會建造了十幾艘探索星艦（稱之為火炬艦）以探索可居住的星球以供人類殖民。這些船艦可以持續加速，但無法超過光速，因而航程數以年計。每艘星艦都載有相當大數量的成員以維持穩定的小型社會，並且替代過世的成員。
一些雙胞胎及三胞胎被發現可以透過心電感應進行溝通，而且溝通是即時的，也不受距離影響。這現象產生了應用：可使船艦與數光年以外的地球作訊息傳遞。在發布此一發現以前，基金會召集了許多此類可以心電感應的人。測試中發現雙生子湯姆·巴特雷（Tom Bartlett）與派特·巴特雷（Pat Bartlett）具有此天賦，而兩人都與基金會簽訂合同。兩人中較強勢的派特被選為船員，湯姆對此感到不快。然而派特並不真想離開，而下意識地製造了一些事件，最後由湯姆取代了他的位置。
登艦後，湯姆發現了他當軍人的叔叔史蒂夫也派任在同一艘船上。星艦探索了幾個星系，湯姆在旅途中經驗了一些事件：小到惱人的室友，大到船上發生叛變。由於相對論效應，留在地球的派特老化的速度較快，到最後兩個人的心靈連結弱化，而無法輕易的連繫上。而這些心靈溝通的雙生子，有些人能與留在地球者的子孫持續作心靈溝通；湯姆也是其中一位，他與他的姪女、姪孫女、姪曾孫女都進行溝通。
在星艦最後探索的星球時遭遇了具有敵意的智慧生物，許多船員因此身亡，其中包括艦長以及湯姆的叔叔。繼任的代理艦長無法恢復生存者的士氣，當他堅持繼續任務而不是返回地球時，船員發動了叛變。在代理艦長回報地球此一嚴重情形時，所有人都驚訝於地球傳回來的訊息：一艘太空船將在一個月內與他們會合，將載回火炬艦的船員。這是一艘更先進的長程基金會太空船，採用的是地球上科學家所發明的超光速航行技術；而這技術也部分肇因於心電感應本質的研究。回到地球之後，多數火炬艦的船員無法融入已然陌生的地球。湯姆倒是與他長期的「心靈」伴侶——也就是自小讀取他心靈訊息的姪曾孫女——結為連理。

## 評價
《銀河科幻雜誌》評論家Floyd C. Gale稱讚這本小說內容華麗，劇情驚人而角色令人感到愉悅。

## 外部連結
- 列在網路推理小說資料庫中的《Time for the Stars》
- Jo Walton，Review of Time for the Stars（页面存档备份，存于）